# ラルフ・カークパトリック
ラルフ・カークパトリック（Ralph Kirkpatrick, 1911年6月10日 – 1984年4月13日）はアメリカ合衆国の音楽家・音楽学者。チェンバロ奏者としても著名。

## 来歴
ハーヴァード大学で記譜法とピアノを修めた後、ヨーロッパ各地に留学。パリでナディア・ブーランジェとワンダ・ランドフスカに師事した後、イギリスでアーノルド・ドルメッチに、ベルリンでハインツ・ティーセンに、ライプツィヒでギュンター・ラミンに師事。1933年から1934年までザルツブルクのモーツァルテウムで教鞭を執る。
1940年からイェール大学の教授に就任し、ドメニコ・スカルラッティの評伝と、スカルラッティのソナタから60曲を選んだ原典批判校訂版（1953年）を出版。これらに付された「カークパトリック番号」（Kk.+数字）は、スカルラッティのチェンバロ・ソナタの標準的な番号付けの方式となっている（この他の有名なスカルラッティのソナタの番号方式に、“L.+数字”で表記されるロンゴ番号がある）。
演奏家として数々の録音も残している。とりわけ、ヨハン・ゼバスティアン・バッハのクラヴィーア曲やスカルラッティ作品のほか、クラヴィコードによるバッハの《インベンションとシンフォニア》の全曲録音や、フォルテピアノによるモーツァルト作品集の録音が名高い。
カークパトリックは古楽の擁護者であっただけでなく、チェンバロのために作曲された近現代の音楽も演奏した。たとえば、クインシー・ポーターの《ハープシコード協奏曲》やダリユス・ミヨーの《ヴァイオリンとクラヴサンのためのソナタ》、（作曲者から献呈された）エリオット・カーターの《ハープシコード、ピアノと室内オーケストラのための協奏曲》をレパートリーとしていた。
1984年にコネチカット州ギルフォードにて死去。

## 主要著書
- Domenico Scarlatti. Princeton University Press. (1953). OCLC 772962051
- Interpreting Bach's Well-Tempered Clavier: A Performer`s Discourse of Method. Yale University Press. (1984-09-10). ISBN 978-0300030587
- Ralph Kirkpatrick: Letters of the American Harpsichordist and Scholar. University of Rochester Press. (2014). ISBN 978-1580465014